# No basta ser madre
No basta ser madre è un film del 1937 diretto da Ramón Peón.

## Produzione
Il film, girato in Messico, fu prodotto dalla V. Saiso Piquer Company

## Distribuzione
Distribuito dalla Cinexport Distributing, il film uscì nelle sale messicane il 2 settembre 1937. Negli Stati Uniti, fu distribuito il 30 gennaio 1938.